# Spatiodamaeus fageti
Spatiodamaeus fageti är en kvalsterart som först beskrevs av Bulanova-Zachvatkina 1957.  Spatiodamaeus fageti ingår i släktet Spatiodamaeus och familjen Damaeidae. Inga underarter finns listade i Catalogue of Life.